# Premi UAE Pro League
I Premi annuali della UAE Pro League sono dei riconoscimenti individuali che vengono assegnati dalla Federazione calcistica degli Emirati Arabi Uniti al termine di ogni stagione sportiva della Lega professionistica degli Emirati Arabi Uniti.
La prima assegnazione dei premi, si è svolta il 26 maggio 2013 presso l'Abu Dhabi National Exhibitions Centre..

## Riconoscimenti
Attuali
- Giocatore dell'anno: assegnato al miglior giocatore della stagione (dal 2025);
- Miglior giovane dell'anno: assegnato al miglior giocatore, con meno di 23 anni, della stagione (dal 2025);
- Miglior portiere: assegnato al miglior portiere della stagione;
- Miglior allenatore: assegnato al miglior allenatore della stagione;
- Giocatore dell'anno per i tifosi: assegnato al miglior giocatore della stagione secondo i tifosi;
- Gol dell'anno: assegnato al miglior gol della stagione (dal 2019);

Passati
- Giocatore emiratino dell'anno: assegnato al miglior giocatore degli Emirati Arabi Uniti della stagione (dal 2013 al 2025);
- Giocatore straniero dell'anno: assegnato al miglior giocatore straniero che ha militato nel campionato in quella stagione (dal 2013 al 2025);
- Miglior giovane emiratino: assegnato al miglior giocatore, con meno di 23 anni, degli Emirati Arabi Uniti della stagione (dal 2013 al 2025);
- Miglior giovane straniero: assegnato al miglior giocatore straniero, con meno di 23 anni, che ha militato nel campionato in quella stagione (dal 2021 al 2025);
- Squadra dell'anno: assegnato alla miglior squadra della stagione (dal 2013 al 2018);

## Albo d'oro

### Riconoscimenti attivi

#### Miglior giocatore dell'anno
| Anno | Calciatore    | Club           |
| ---- | ------------- | -------------- |
| 2025 | Sardar Azmoun | Shabab Al-Ahli |

#### Miglior giovane dell'anno
| Anno | Calciatore     | Club           |
| ---- | -------------- | -------------- |
| 2025 | Guilherme Bala | Shabab Al-Ahli |

#### Giocatore dell'anno per i tifosi
| Anno | Calciatore          | Club              |
| ---- | ------------------- | ----------------- |
| 2013 | Omar Abdulrahman    | Al-Ain            |
| 2014 | Majed Hassan        | Al-Ahli Dubai     |
| 2015 | Mohanad Salem       | Al-Ain            |
| 2016 | Omar Kharbin        | Al Dhafra         |
| 2017 | Non assegnato       | Non assegnato     |
| 2018 | Hussein El Shahat   | Al-Ain            |
| 2019 | Driss Fettouhi      | Dibba Al-Fujairah |
| 2020 | Non assegnato       | Non assegnato     |
| 2021 | Ismail Matar        | Al-Wahda          |
| 2022 | Soufiane Rahimi     | Al-Ain            |
| 2023 | Soufiane Rahimi (2) | Al-Ain            |
| 2024 | Soufiane Rahimi (3) | Al-Ain            |
| 2025 | Mohamed Elneny      | Al-Jazira         |

#### Miglior portiere
| Anno | Calciatore         | Club           |
| ---- | ------------------ | -------------- |
| 2013 | Ali Khaseif        | Al-Jazira      |
| 2014 | Saif Yousef        | Al-Ahli Dubai  |
| 2015 | Khalid Eisa        | Al-Ain         |
| 2016 | Majed Nasser       | Al-Ahli Dubai  |
| 2017 | Ali Khaseif (2)    | Al-Jazira      |
| 2018 | Khalid Eisa (2)    | Al-Ain         |
| 2019 | Adel Al Hosani     | Sharjah        |
| 2020 | Non assegnato      | Non assegnato  |
| 2021 | Ali Khaseif (3)    | Al-Jazira      |
| 2022 | Khalid Eisa (3)    | Al-Ain         |
| 2023 | Adel Al Hosani (2) | Sharjah        |
| 2024 | Khaled Al-Senani   | Al-Wasl        |
| 2025 | Hamad Al-Meqbali   | Shabab Al-Ahli |

#### Miglior allenatore
| Anno | Allenatore             | Club           |
| ---- | ---------------------- | -------------- |
| 2013 | Abdul Alwab Abdulkadir | Ajman          |
| 2014 | Cosmin Olăroiu         | Al-Ahli Dubai  |
| 2015 | Zlatko Dalić           | Al-Ain         |
| 2016 | Cosmin Olăroiu (2)     | Al-Ahli Dubai  |
| 2017 | Cosmin Olăroiu (3)     | Shabab Al-Ahli |
| 2018 | Zoran Mamić            | Al-Ain         |
| 2019 | Abdulaziz Al Yassi     | Sharjah        |
| 2020 | Non assegnato          | Non assegnato  |
| 2021 | Marcel Keizer          | Al-Jazira      |
| 2022 | Serhij Rebrov          | Al-Ain         |
| 2023 | Cosmin Olăroiu (4)     | Sharjah        |
| 2024 | Miloš Milojević        | Al-Wasl        |
| 2025 | Paulo Sousa            | Shabab Al-Ahli |

#### Goal dell'anno
| Anno | Calciatore       | Club          |
| ---- | ---------------- | ------------- |
| 2019 | Michael Ortega   | Baniyas       |
| 2020 | Non assegnato    | Non assegnato |
| 2021 | Ismail Matar     | Al-Wahda      |
| 2022 | Kodjo Laba       | Al-Ain        |
| 2023 | Fábio Lima       | Al-Wasl       |
| 2024 | Ismail Matar (2) | Al-Wahda      |
| 2025 | Nabil Fekir      | Al-Jazira     |

### Riconoscimenti non più assegnati

#### Miglior giocatore emiratino
| Anno | Calciatore           | Club          |
| ---- | -------------------- | ------------- |
| 2013 | Omar Abdulrahman     | Al-Ain        |
| 2014 | Ismail Al Hammadi    | Al-Ahli Dubai |
| 2015 | Ali Mabkhout         | Al-Jazira     |
| 2016 | Omar Abdulrahman (2) | Al-Ain        |
| 2017 | Ali Mabkhout (2)     | Al-Jazira     |
| 2018 | Omar Abdulrahman (3) | Al-Ain        |
| 2019 | Khalfan Mubarak      | Al-Jazira     |
| 2020 | Non assegnato        | Non assegnato |
| 2021 | Ali Mabkhout (3)     | Al-Jazira     |
| 2022 | Bandar Al-Ahbabi     | Al-Ain        |
| 2023 | Ali Mabkhout (4)     | Al-Jazira     |
| 2024 | Ali Saleh            | Al-Wasl       |

#### Miglior giocatore straniero
| Anno | Calciatore              | Club           |
| ---- | ----------------------- | -------------- |
| 2013 | Grafite                 | Al-Ahli Dubai  |
| 2014 | Grafite (2)             | Al-Ahli Dubai  |
| 2015 | Mirko Vučinić           | Al-Jazira      |
| 2016 | Sebastián Tagliabúe     | Al-Wahda       |
| 2017 | Fabio Lima              | Al-Wasl        |
| 2018 | Sebastián Tagliabúe (2) | Al-Wahda       |
| 2019 | Igor Coronado           | Sharjah        |
| 2020 | Non assegnato           | Non assegnato  |
| 2021 | João Pedro              | Baniyas        |
| 2022 | Kodjo Laba              | Al-Ain         |
| 2023 | Federico Cartabia       | Shabab Al-Ahli |
| 2024 | Nicolás Giménez         | Al-Wasl        |

#### Miglior giovane emiratino
| Anno | Calciatore         | Club           |
| ---- | ------------------ | -------------- |
| 2013 | Yousef Ahmad       | Al-Ain         |
| 2014 | Yousif Saeed       | Sharjah        |
| 2015 | Ahmed Rashed       | Al-Wahda       |
| 2016 | Mohamed Al-Akbari  | Al-Wahda       |
| 2017 | Khalfan Mubarak    | Al-Jazira      |
| 2018 | Mohamed Al Shamsi  | Al-Wahda       |
| 2019 | Ali Saleh          | Al-Wasl        |
| 2020 | Non assegnato      | Non assegnato  |
| 2021 | Ali Saleh (2)      | Al-Wasl        |
| 2022 | Hareb Abdullah     | Shabab Al-Ahli |
| 2023 | Hareb Abdullah (2) | Shabab Al-Ahli |
| 2024 | Sultan Adil        | Ittihad Kalba  |

#### Miglior giovane straniero
| Anno | Calciatore    | Club           |
| ---- | ------------- | -------------- |
| 2021 | Igor Jesus    | Shabab Al-Ahli |
| 2022 | Erik          | Al-Ain         |
| 2023 | Erik (2)      | Al-Ain         |
| 2024 | Sékou Gassama | Al-Bataeh      |

#### Squadra dell'anno
| Anno | Club          |
| ---- | ------------- |
| 2013 | Al-Wahda      |
| 2014 | Al-Jazira     |
| 2015 | Al Dhafra     |
| 2016 | Al-Jazira (2) |
| 2017 | Al-Wahda (2)  |
| 2018 | Al-Ain        |